# Xavier Rius Sant
Xavier Rius Sant, Barcelona, 1959. Es un periodista freelance y escritor catalán, especializado en temáticas de derechos humanos, conflictos internacionales, mundo árabe, inmigración, ultraderecha y terrorismo. Ha sido colaborador del Diario de Barcelona, El Periódico de Cataluña, El País, El Independiente, El Mundo, El Observador, Avui, El Punt Diari, El Punt Avui y Nación Digital.  También ha colaborado en los semanarios El Triangle y El Temps, y el programa Planta Baixa de TV3. En la COM Ràdio dirigía el espacio o sección Conflictos del Mundo.  

## Trayectoria
De joven participó en los movimientos pacifistas y de objeción de conciencia, fenómeno sobre el que ha publicado varios libros y estudios, el primero de los cuales en 1988  "La Objeción de Conciencia, motivaciones historia y legislación actual" y la "Guía práctica del objetor".
Del año 1989 a 1995 colaboró con el Centro de Investigación para la Paz (CIP) con sede en Madrid participando con varios capítulos en el anuario sobre paz y conflictos que publicaba el CIP y participó activamente en el debate político y social sobre el servicio militar obligatorio que acabaría desapareciendo en 2001. 
Cómo analista se implicó con artículos contra la Guerra del Golfo, en favor de una intervención internacional en Bosnia y la creación de un Tribunal Internacional en las guerras de la antigua Yugoslavia y participó en el proyecto humanitario de solidaridad de Barcelona con Bosnia, Distrito11 impulsado por Pasqual Maragall. 
Sobre los conflictos de los Balcanes y de los países árabes e islámicos publicó numerosos reportajes de texto, fotos y artículos de análisis. Posteriormente hizo un seguimiento desde varios diarios de la evolución de las Primaveras Árabes y el Estado Islámico 
El fenómeno migratorio es una de las otras temáticas sobre las que ha publicado varios libros, defendiendo la regularización de inmigrantes sin papeles y criticando la Ley de Extranjería y los Centros de Internamiento de Extranjeros.
También ha hecho un seguimiento de la ultraderecha y grupos neonazis en Cataluña y España, y después de publicar en 2011 el libro "Xenofobia en Cataluña", centrado en la subida electoral de Plataforma por Cataluña en las elecciones municipales de mayo de 2011 sufrió reiteradas amenazas en las redes sociales y en 2012 Plataforma por Cataluña interpuso contra él diversas querellas criminales y denuncias, que fueron archivadas o desestimadas por la Audiencia Provincial de Barcelona. También ha sido objeto de pintadas amenazantes por parte de grupos neonazis. En noviembre de 2021 fue objeto de amenazas de muerte tras su intervención en el programa Equipo de Investigación de La Sexta, que motivó una alerta de Safety Journalist Plataform, Plataforma del Consejo de Europa que vela por la seguridad de los periodistas.
El año 2012 publicó la novela Amor a la Carta.
Desde el año 1991 se ha visto implicado en la confusión entre su persona y el periodista entonces también experto en temáticas de defensa e interior, Xavier Tejedor Rius, cuatro años más joven, y que escribía de las mismas temáticas, que decidió invertir el orden de sus apellidos y no firmar más con el apellido paterno Tejedor [4].
Xavier Rius Sant tiene un blog personal (https://xavier-rius.blogspot.com/) donde además de publicar los artículos que escribe en diferentes diarios y revistas, publica artículos y reportajes de texto y fotos sobre inmigración, ultraderecha, terrorismo gihadista, mundo árabe, conflictos internacionales, política catalana, y noticias de la comarca del Moyanés.
Además de todo esto, Xavier Rius Sant ha ejercido 32 años de profesor de primaria y secundaria. 

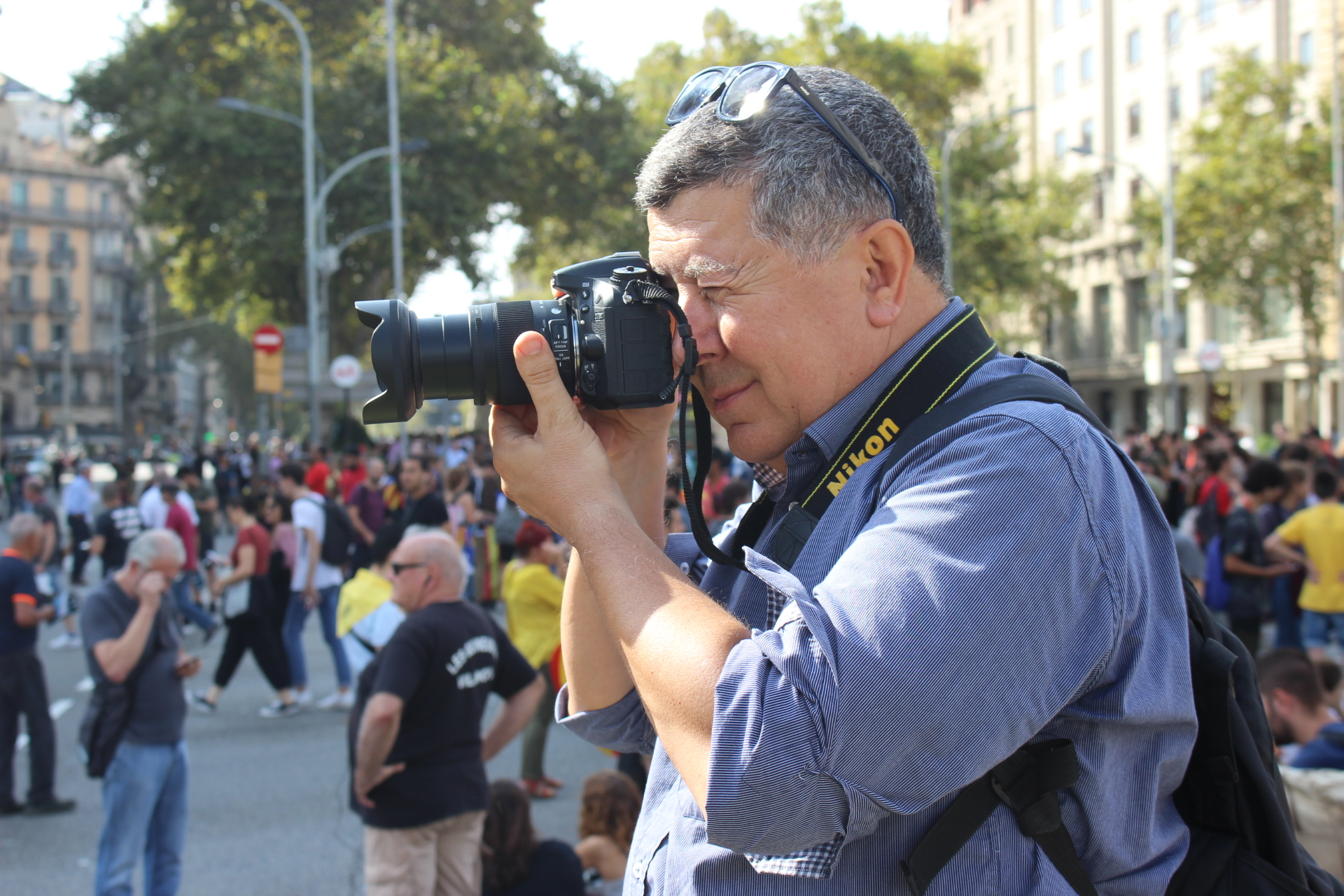
Xavier Rius Sant fotografiando a unos manifestantes en Barcelona.

## Libros
- La objeción de conciencia, motivaciones, historia y legislación actual, y Guía práctica del Objetor Integral Ediciones, Barcelona 1989
- Servicio militar y objeción de conciencia. Barcelona 1993, Editorial Barcanova
- El Libro de la Inmigración en España, Córdoba 2007, Editoria Almuzara
- A vista de pájaro, Bilbao 2008, Lan Ekinza
- Xenofobia en Cataluña, Barcelona 2011, Ediciones de 1984
- Amor a la carta, Moyá 2012, Raima Edicions
- Els ultres són aquí, Barcelona 2022, Pòrtic Edicions
- Vox, el retorno de los ultras que nunca se fueron, Barcelona 2023, Ediciones AKAL
- Aliança Catalana (en català). Icaria Editorial. 2025. p. 282. ISBN 9788410328549.